# Akihabara@Deep
Akihabara @ Deep アキハバラ@DEEP (Akihabara atto Dīpu?) è in origine un romanzo del 2004 di Ira Ishida, da cui è stato tratto un seinen manga pubblicato un anno dopo il libro, un dorama in 11 puntate + Sp ed infine un adattamento cinematografico. Il dorama e la serie manga presentano notevoli differenze rispetto alla storia originale.

## Differenti versioni
Il romanzo si concentra su un gruppo di emarginati sociali e sul loro tentativo di creare un innovativo motore di ricerca per internet che avrebbe dovuto avere una propria autonoma intelligenza artificiale: avrebbe cioè capito le intenzioni degli utenti aiutandoli così attivamente nella loro ricerca online.
Questa tecnologia, la cui ricerca viene presto a conoscenza della multinazionale "Digital Capital", fa gola a molti per i notevolissimi interessi economici che può creare. La vicenda si svolge tutta all'interno del quartiere di Tokyo chiamato Akihabara o Akiba, così come viene spesso abbreviato.
La storia della versione dorama si concentra su un gruppo di reietti della società costituita (nella fattispecie otaku) che decidono di punto in bianco di voler risolvere tutti i problemi che vive l'Akihabara.
Il manga ha una trama più simile a quel del romanzo, in quanto gli otaku si trovano a dover fronteggiare le brame di profitto d'una grande azienda di Software, mettendosi in tal modo radicalmente in conflitto col mondo economico della metropoli.
La pellicola cinematografica infine ha un tono molto più cupo, mostrando da una prospettiva molto violenta e contorta la vita del protagonista otaku.

## Protagonisti dorama-film
Tutti i personaggi principali sono in pratica dei reietti della società, otaku abbandonati a se stessi o che, di loro propria iniziativa, anche a causa di difficoltà relazionali-sociali più o meno gravi, hanno abbandonato la 'vita normale' per dedicare anima e corpo alle loro passioni dominanti.
- Page (ページ?, Pēji) - Shunsuke Kazama; Hiroki Narimiya:

il leader dell'Akihabara@DEEP. Ha una grave balbuzie che gl'impedisce di parlare speditamente, pertanto s'aiuta con un programma installato nel suo computer portatile. Dimostra d'aver molto a cuore gl'interessi degli amici e s'impegna per proteggerli dai pericoli esterni.
- Box (ボックス?, Bokkusu) - Tōma Ikuta; Shūgo Oshinari.

il grafic designer del gruppo. Indossa perennemente i guanti per proteggersi dalle contaminazioni provenienti dal mondo esterno; il contatto diretto con gli altri difatti lo terrorizza ed ha paura delle donne ad un punto tale che se gli si avvicinano troppo perde i sensi con la schiuma alla bocca. Riesce ad accettare solo le 'donne a due dimensioni'
- Taiko (タイコ?) - Gen Oshino; Yoshiyoshi Arakawa:

tecno-musicista che crea suonerie per hobby. Quando si trova esposto d'improvviso a forti luci lampeggianti s'immobilizza diventando rigido come una statua.
- Akira (アキラ?) - Yuka Kosaka; Yū Yamada:

cameriera in un maid café e combattente di lotta libera femminile.
- Ism (イズム?, Izumu) - Hatsune Matsushima; Haruma Miura:

colei/colui che ha programmato il sito web di Yui ed il suo sistema di sopravvivenza artificiale.
- Daruma (ダルマ?) - Yuki Himura.

esperto appassionato di cosplay. Nel romano e nel manga è un avvocato che offre consulenze gratuite al gruppo.
- Yui (ユイ?) - Manami Honjo:

la ragazza misterioso che ha fatto riunire i protagonisti. Si verrà a sapere che in gioventù aveva avuto una relazione sentimentale col compagno di scuola Takeshi, ma che ha dovuto in seguito lasciarlo a causa delle scelte di vita di lui contrarie alle proprie. Dopo la morte diventa un programma computerizzato senziente.
- Takeshi Nakagomi (中込 威?, Nakagomi Takeshi) - Kazuki Kitamura; Kuranosuke Sasaki.

un otaku geniale ma spietato, non cerca di aiutar il prossimo ma solamente ricavar profitto e guadagno. Nel dorama ha una vera e propria dipendenza nei confronti dei Chupa Chups e spesso lo si vede abbigliato come Char Aznable di Mobile Suit Gundam. Si rifiuta di considerare se stesso alla pari di tutti gli altri frequentatori di Akihabara e si definisce un 'Otaku evoluto'.
- Professor Wataru Hanzawa (半沢 航?, Hanzawa Wataru) - Mickey Curtis.

professore d'ingegneria elettronica delle comunicazioni all'università
- Naoki Tousaka (遠阪直樹?, Tōsaka Naoki) - Satoshi Matsuda; Masato Hagiwara:

amico di Izumu e collega programmatore che lavora per Takeshi.
- Kounosuke Shimoyonagi (下柳幸之助?, Shimoyonagi Kōnosuke) - Izumi Masayuki:

manager e primo assistente di Takeshi. Appare solo nel dorama.
- Ajita (アジタ?) - Youssef Lotfy:

un indiano che ha una bancarella ad Akihabara, vende quasi di tutto.

## Episodi dorama
| Nº        | Giapponese 「Kanji」 - Rōmaji |
| SEARCH 1  | 「僕らの街アキハバラ オタク狩りを退治せよ!」 - Bokura no machi akihabara otaku kari wo taiji seyo!                                                                            |
| SEARCH 2  | 「戦うメイド・アキラ キャットファイトにリベンジせよ!」 - Tatakau meido. akira kyattofaito ni ribenji seyo!                                                                    |
| SEARCH 3  | 「YUIの死を超えて@DEEP本格始動!コスプレ盗撮犯を捕獲せよ!」 - YUI no shi wo koe te @DEEP honkaku shidō! kosupure tōsatsu han wo hokaku seyo!                                   |
| SEARCH 4  | 「タイコの恋!? 洗脳されるアキバチルドレンを救出せよ!」 - Taiko no koi!? sennō sareru akibachirudoren wo kyūshutsu seyo!                                                       |
| SEARCH 5  | 「偽YUI現る!ヲタを狙う自殺サイトを摘発せよ!」 - Nise YUI arawaru! wota wo nerau jisatsu saito wo tekihatsu seyo!                                                              |
| SEARCH 6  | 「女子アナVSオタク メディアの暴走を制裁せよ!」 - Joshi ana VS otaku medeia no bōsō wo seisai seyo!                                                                            |
| SEARCH 7  | 「アキバ・オブ・ザ・デッド オタクゾンビを撃退せよ!」 - Akiba. obu. za. deddo otakuzonbi wo gekitai seyo!                                                                      |
| SEARCH 8  | 「メイド大戦争勃発 エロメイド喫茶を捜査せよ!」 - Meido daisensō boppatsu eromeido kissa wo sōsa seyo!                                                                         |
| SEARCH 9  | 「ボックスの過去 女性恐怖症を克服せよ!」 - Bokkusu no kako joseikyōfushō wo kokufuku seyo!                                                                                    |
| SEARCH 10 | 「ダルマ散る!? @DEEP解散!? 中込包囲網を突破せよ!」 - Daruma chiru!? @DEEP kaisan!? nakagome hōi ami wo toppa seyo!                                                            |
| SEARCH 11 | 「@DEEP出撃!電脳の城からユイを奪還せよ!（ストーリーとしてはこれが最終回）」 - @DEEP shutsugeki! den nō no shiro kara yui wo dakkan seyo! (sutōri toshitehakorega saishūkai)   |
| SEARCH 12 | 「祝・終結!! アキハバラ@DEEPよ永遠なれ!!（メイキング映像、放送としての最終回）」 - Shuku. shūketsu!! akihabara @DEEP yo eien nare!! (meikingu eizō, hōsō toshiteno saishūkai) |